# Kanna Arihara
Kanna Arihara (有原栞菜, Arihara Kanna, Yokohama, Kanagawa, 15 de junho de 1993) é uma cantora pop japonesa e ex-membro do C-ute. 
Arihara juntou-se ao Hello! Project em 2004 como parte da Hello! Pro Egg, permanecendo até 2006, quando ela se mudou para o grupo atual. 
Em 26 de fevereiro de 2009 Arihara anunciou que estava tendo dificuldades para executar no palco devido a ter valgo, deformidade ou joanete, e não seria capaz de assistir o evento HaroTen Fanclub naquela semana. Ela também estaria ausente das atividades do Hello! Project, incluindo atividades do C-ute, durante o tratamento.  
Arihara jamais retornou ao grupo, e anunciou em julho que ela tinha deixado o grupo e não voltaria no futuro.
Em 2010 Kanna Arihara Juntou-se A Agência de Modelos Blue Roses.[carece de fontes?]